# Antirrhea hela
Antirrhea hela é uma borboleta neotropical da família Nymphalidae e subfamília Satyrinae, descrita em 1862 por C. Felder & R. Felder (de exemplar capturado em San Martín) e distribuída pela Colômbia, Peru e Equador. Visto por cima, o padrão básico da espécie apresenta asas de coloração castanha, com uma série de cinco manchas arredondadas, de coloração azul, nas asas anteriores; sendo que as três manchas mais próximas às asas posteriores são maiores que as duas que se encontram próximas ao ápice das asas. Asas posteriores sem manchas ou marcações. Vista por baixo, a espécie apresenta a padronagem de folha seca.

## Hábitos
São borboletas que se alimentam de frutos em fermentação e que possuem voo baixo, pousando em folhagem seca e plantas do solo das florestas.[carece de fontes?]